# Hanni Bjartalíð
Hanni Bjartalíð (* 1968 in Klaksvík, Färöer) ist ein in Finnland lebender färöischer Maler.

## Leben
Hanni Bjartalíð studierte Kunst an The Nordic School of Art (Nordiska Konstskolan) in Kokkola in Finnland und lebt heute in Lahti. Mit seinen manchmal naiv wirkenden und sehr farbigen Bildern ist er ein wichtiger Vertreter der färöischen Kunst. Seine Bilder wurden in den skandinavischen Ländern sowie in Deutschland ausgestellt. 

„Bjartalíðs kleine Bilder schaffen eine besondere Intimität, wobei alle Bilder Teil eines erzählerischen Ganzen sind. Die scheinbar naivistischen, wie Comic oder Graffiti anmutenden Zeichnungen drücken eine Leichtigkeit und einen Humor aus, der in starkem Gegensatz zu den konkreten Geschichten steht, die auf den Bildern dargestellt sind, Bilder, die äußerst ernst und düster sind und gleichzeitig allgemein und universal.“

## Ausstellungen
- 1993: Galerie Stenman, Kokkola, Finnland
- 1994: Renlundin Museum, Kokkola
- 1995: Galerie Eigen, Tynset, Norwegen
- 1999–2003: Kunstmuseum der Färöer, Tórshavn, Färöer
- 1999–2003: Färöische Kunst, Den Frie, Kopenhagen, Dänemark
- 1999–2003: Art Kopenhagen
- 2001: Lahti Kunstmuseum, Finnland
- 2002: LIST – Färöische Kunst, Nordische Botschaften, Berlin
- 2002: Grafinnova 2002, Ostbottnisches Museum, Vaasa, Finnland
- 2003: Hafnarborg, Hafnarfjörður, Island
- 2003: Festung Sveaborg, Finnland

## Werke in öffentlichen Sammlungen
- Kunstmuseum der Färöer
- Hauptstadt Tórshavn

## Bücher
Die folgenden Bücher wurden von Hanni Bjartalíð bebildert:
- Dánial Hoydal: Í geyma. Føroya Lærarafelags, Tórshavn 2002, ISBN 99918-1-298-9.
- Jákup Jakobsen: 4 ævintýr: úr Sagnum og ævintýrum. Føroya skúlabókagrunnur, Tórshavn 2003, ISBN 99918-0-331-9
- Maud Heinesen: Likkulina og Likkudemus. Føroya lærarafelag, Tórshavn 2004, ISBN 99918-1-419-1